# MCI WorldCom 200 1999
MCI WorldCom 200 1999 var ett race som var den andra deltävlingen i Indy Racing League 1999. Racet kördes den 28 mars på Phoenix International Raceway. Scott Goodyear följde upp sin andraplats från säsongspremiären, genom att vinna sin första seger för säsongen och gå upp i mästerskapsledning. Jeff Ward och Robbie Buhl var övriga förare på pallen.

## Slutresultat
| Plats | Förare                | Team                   | Grid |
| ----- | --------------------- | ---------------------- | ---- |
| 1     | Scott Goodyear        | Panther Racing         | 3    |
| 2     | Jeff Ward             | ISM Racing             | 5    |
| 3     | Robbie Buhl           | Sinden Racing Services | 17   |
| 4     | Billy Boat            | A.J. Foyt Enterprises  | 23   |
| 5     | Scott Harrington      | Harrington Motorsports | 8    |
| 6     | Roberto Moreno        | Truscelli Racing       | 4    |
| 7     | Mark Dismore          | Kelley Racing          | 2    |
| 8     | Scott Sharp           | Kelley Racing          | 6    |
| 9     | Sam Schmidt           | Treadway Racing        | 20   |
| 10    | Stéphan Grégoire      | Dick Simon Racing      | 19   |
| 11    | Donnie Beechler       | Cahill Racing          | 7    |
| 12    | Marco Greco           | Phoenix Racing         | 22   |
| 13    | Andy Mirchner         | Brant Racing           | 26   |
| 14    | Buzz Calkins          | Bradley Motorsports    | 12   |
| 15    | John Hollansworth Jr. | TeamXtreme             | 16   |
| 16    | Roberto Guerrero      | Cobb Racing            | 11   |
| 17    | Eddie Cheever         | Cheever Racing         | 18   |
| 18    | Buddy Lazier          | Hemelgarn Racing       | 15   |
| 19    | Raul Boesel           | McCormack Motorsports  | 10   |
| 20    | Eliseo Salazar        | Nienhouse Motorsports  | 14   |
| 21    | Greg Ray              | Team Menard            | 1    |
| 22    | John Paul Jr.         | Byrd-Cunningham Racing | 25   |
| 23    | Tyce Carlson          | Blueprint-Immke Racing | 9    |
| 24    | Kenny Bräck           | A.J. Foyt Enterprises  | 21   |
| 25    | Steve Knapp           | ISM Racing             | 24   |
| 26    | Davey Hamilton        | Barnhart Motorsports   | 27   |
| 27    | Robby Unser           | Team Pelfrey           | 13   |